# Khanhoo
Khanhoo és un joc de cartes xinès per dibuixar i descartar sense socis que pot ser tan antic com T'ienkeu ("Cels i nou"), revisat a les seves regles i publicat en una edició autoritzada per l'emperador Gaozong de Song l'any 1130 d.C, sent un joc possiblement antecessor de tots els altres de la família del rummy. Pertany a la mateixa família que el Mahjong i el joc de cartes mexicà Conquian, el nom del qual probablement deriva del joc de cartes xinès Kon Khin, i va ser adaptat als gustos sobre jocs de cartes occidentals a mitjans de l'última dècada del segle xix per Sir William Henry Wilkinson, un Sinòleg i cònsol britànic general a la Xina i Corea.

## Història
Durant la dinastia Ming, el joc es deia 看虎 (Pinyin : "kanhǔ") que significa "mirar el tigre" o "dǒuhǔ" (斗虎), "competir amb el tigre". Era un joc de múltiples trucs on els jugadors intentaven fer trucs amb una o tres cartes amb aquesta última composta per diferents tipus de combinacions.
Al final de la dinastia Qing, les regles registrades per Wilkinson i Stewart Culin havien canviat considerablement. El joc s'anomenava ara "kanhú", "mirant el llac" (看湖) o "mirant l'olla" (看壺). Ja no era un joc de trucs sinó un joc d'empat i descart. Tanmateix, hi havia restes vestigials en la composició de les fusions. Els canvis podrien haver-se produït durant els segles XVIII i XIX, quan la presa de trucs va caure a favor de l'eliminació de jocs tipus mòhú (默和) i pènghú (確和), que es consideren els avantpassats del mahjong. Els diferents homònims de hu, tant si volen dir harmonia o punts equivalen a "meld".

## Descripció
La baralla de 61 cartes de Khanhoo es pot adaptar amb dues baralles franceses de 52 cartes eliminant completament el pal ♠, totes les cartes d'índex de les tres cartes restants, mantenint les Js, Qs, Ks de ♣, ♦, ♥ i un comodí més.
L'objectiu del joc és desfer-se de totes les cartes mitjançant combinacions. El primer jugador que ho faci guanya 5 punts per l'èxit, i el primer que arribi als 50 guanya el partit, que es pot completar en tres o més rondes.

## Manera de jugar
Es reparteixen 15 cartes una per una o en grups de dos o tres per cada jugador, podent participar-hi de dos a 8 com a màxim. Les cartes restants s'han de col·locar boca avall al centre de la taula de cartes per formar una baralla de sorteig.
El primer jugador a l'esquerra del repartidor dibuixa una primera carta, fa una combinació amb ella si és possible i en descarta una altra per formar una pila de descarts. El següent jugador dibuixa, intenta fer una combinació i descarta una carta d'interès, etc.
Si una carta descartada interessa a algun dels altres jugadors per formar una combinació, l'ha de dibuixar, saltant-se així tots els jugadors a la seva dreta, i la combinació posada immediatament perquè tothom pugui veure per què aquest jugador la necessitava; a diferència de les combinacions formades amb la compra d'una targeta de la baralla de compres.

## Combinacions
En una partida de menys de 5 jugadors, la millor mà possible anota 29 punts, més 5 punts més per l'èxit: doble Khanhoo (15 punts), qualsevol doble de tres (10 punts) i qualsevol dels grups de reals (4 punts).).
A menor pontuação possível é de 2 pontos: uma sequências de 9 e outra de 6 cartas ou uma de 8 e outra de 7, respectivamente. Embora as sequências marquem pouco, elas são de grande utilidade para o preenchimento de uma mão. Não somente uma longa sequência ocupa grande parte das 15 cartas na mão, mas também pode vir a ser muito útil no momento do descarte.
| Tres Asos, sent dos del mateix pal                       | Asos            | 1 punt   |
| Tres cartes o més del mateix pal combinades en seqüència | Seqüència       | 1 punt   |
| Tres cartes del mateix rang, cadascuna d'un pal diferent | Triplet         | 2 punts  |
| Sis cartes del mateix rang                               | Doble Triplet   | 10 punts |
| J♠, Q♠, K♠                                               | Corts           | 3 punts  |
| J ♠, Q ♠, K ♠                                            | Corts dobles    | 10 punts |
| J ♠ + 7s ♦                                               | Grup Reial de J | 4 punts  |
| Q ♠ + 8s ♣                                               | Grup Reial de Q | 4 punts  |
| K ♠ + 9s ♥                                               | Grup Reial de K | 4 punts  |
| As♥ + 2 ♣ + 3 ♦                                          | Khanhoo         | 5 punts  |
| As♥ + 2s ♣ + 3s ♦                                        | Doble Khanhoo   | 15 punts |